# Olaf Deutschmann (Physiker)
Olaf Deutschmann (* 1965 in Halle (Saale)) ist ein deutscher Physiker und Professor für Chemische Technologie am Karlsruher Institut für Technologie (KIT), Deutschland. Er ist Direktor des Instituts für Technische Chemie und Polymerchemie sowie des Instituts für Katalyseforschung und -technologie am KIT.

## Werdegang
Deutschmann studierte Physik an der Technischen Universität Magdeburg und schloss 1991 mit einer Masterarbeit im Bereich der Chaostheorie ab. Er promovierte 1996 in Chemie an der Universität Heidelberg unter der Leitung von Jürgen Warnatz. In den Jahren 1997–1998 forschte er als Postdoktorand bei Lanny D. Schmidt an der University of Minnesota und arbeitete als Berater am Los Alamos National Laboratory. Nach seiner Rückkehr nach Heidelberg erlangte er 2001 die Venia legendi (Habilitation) für Physikalische Chemie an der Heidelberg Universität. Nach seinem Eintritt in die Fakultät des Karlsruher Instituts für Technologie im Jahr 2003 weitete er seine Forschung auf elektrochemische Anwendungen wie Festoxid-Brennstoffzellen und die katalytische Abgasnachbehandlung von Kraftfahrzeugen aus. Im Jahr 2006 wurde er zum ordentlichen Professor ernannt und ist heute Inhaber des Lehrstuhls für Chemische Technologie am KIT. Seit 2016 ist er außerplanmäßiges Fakultätsmitglied der Fakultät für Chemieingenieurwesen am KIT sowie Koordinator des DFG-Sonderforschungsbereiches SFB/TRR 150. Seit 2020 ist er Co-Sprecher des Konsortiums NFDI for Catalysis-Related Sciences (NFDI4Cat).

## Auszeichnungen und berufliche Aktivitäten
Im Jahr 2018 wurde er für seine Beiträge zur Erforschung der heterogenen Katalyse und deren Einsatz bei Verbrennungs- und Energieumwandlungstechnologien als Fellow des Combustion Institute in Pittsburgh, USA, ausgezeichnet. Er erhielt 2004 den DECHEMA-Preis der Max-Buchner-Forschungsstiftung.
Deutschmann ist Gründungsdirektor des Abgaszentrums Karlsruhe, Direktor des Steinbeis-Transferzentrums Reaktive Strömungen, ein Unternehmen der Steinbeis GmbH & Co. KG für Technologietransfer, Stuttgart, Deutschland.
Er ist Mitglied von Redaktionen und des Beirats wissenschaftlicher Zeitschriften wie „Progress in Energy and Combustion Science“, „Applications in Energy and Combustion Science“, „Journal of Emission Control Science and Technology“ und „The Proceedings of The Combustion Institute“. Er ist Organisator der alle zwei Jahre stattfindenden Konferenz MODEGAT (MODelling of Aftergas Treatment Systems).

## Software-Entwicklung
Deutschmann entwickelt experimentelle Werkzeuge für ein besseres Verständnis chemischer Reaktoren, gekoppelt mit mathematischer Modellierung und numerischer Simulation. Unter seiner Leitung werden die Softwarepakete DETCHEMTM, CaRMeN und Adacta entwickelt.

## Forschung
Deutschmann und seine Mitarbeiter arbeiten an der Entwicklung klima- und umweltfreundlicher chemischer Technologien. Diese Forschungsaktivitäten umfassen kohlenstofffreie chemische Energieträger, Emissionskontrolle, Brennstoff- und Elektrolysezellen, Reaktionstechnik, heterogene Katalyse, Materialsynthese und Mehrphasenströmungen. Die eingesetzten Methoden reichen von Laserspektroskopie und kinetischen Messungen über Digitalisierung und Softwareentwicklung bis hin zur numerischen Simulation und Optimierung technischer Reaktoren. Die Entwicklung von detaillierten Reaktionsmechanismen für die Oberflächenchemie und ihre Einbindung in die numerische Berechnung von Strömungen stellt ein verbindendes Thema dar.
Deutschmann stellt eine umfangreiche Bibliothek validierter Reaktionsmechanismen online frei zur Verfügung.